# Ewgeni Janczowski
Ewgeni Wylew Janczowski (bułg. Евгени Вълев Янчовски, ur. 5 września 1939 w Tyrnawie) – piłkarz bułgarski grający na pozycji pomocnika. W swojej karierze rozegrał 16 meczów w reprezentacji Bułgarii, w których strzelił jednego gola.

## Kariera klubowa
Całą swoją karierę piłkarską Janczowski spędził w klubie Beroe Stara Zagora. W sezonie 1960/1961 zadebiutował w nim w pierwszej lidze bułgarskiej i grał w nim do 1974 roku.

## Kariera reprezentacyjna
W reprezentacji Bułgarii Janczowski zadebiutował 30 kwietnia 1963 w wygranym 2:1 towarzyskim spotkaniu z Czechosłowacją. W 1966 roku był w kadrze Bułgarii na mistrzostwa świata w Anglii, jednak nie wystąpił w żadnym meczu tego turnieju. W 1968 roku wystąpił na igrzyskach olimpijskich w Meksyku i zdobył na nich srebrny medal. Od 1963 do 1968 roku rozegrał w kadrze narodowej 16 meczów, w których zdobył jedną bramkę.
| Mecze i gole w reprezentacji | Mecze i gole w reprezentacji | Mecze i gole w reprezentacji | Mecze i gole w reprezentacji | Mecze i gole w reprezentacji | Mecze i gole w reprezentacji | Mecze i gole w reprezentacji |
| #                            | Data                         | Stadion                      | Rywal                        | Wynik                        | Gol                          | Rozgrywki                    |
| 1963                         | 1963                         | 1963                         | 1963                         | 1963                         | 1963                         | 1963                         |
| ---------------------------- | ---------------------------- | ---------------------------- | ---------------------------- | ---------------------------- | ---------------------------- | ---------------------------- |
| 1.                           | 30.04.1963                   | Koszyce, Czechosłowacja      | Czechosłowacja               | 2:1                          | 0                            | towarzyski                   |
| 2.                           | 02.06.1963                   | Tirana, Albania              | Albania                      | 1:0                          | 0                            | kwal. IO 1964                |
| 3.                           | 16.06.1963                   | Sofia, Bułgaria              | Albania                      | 1:0                          | 0                            | kwal. IO 1964                |
| 1964                         |                              |                              |                              |                              |                              |                              |
| 4.                           | 18.03.1964                   | Sofia, Bułgaria              | Jugosławia                   | 0:1                          | 0                            | towarzyski                   |
| 5.                           | 01.04.1964                   | Nisz, Jugosławia             | Jugosławia                   | 0:1                          | 0                            | towarzyski                   |
| 1965                         |                              |                              |                              |                              |                              |                              |
| 6.                           | 04.09.1965                   | Warna, Bułgaria              | NRD                          | 3:2                          | 0                            | towarzyski                   |
| 7.                           | 26.09.1965                   | Sofia, Bułgaria              | Belgia                       | 3:0                          | 0                            | el. MŚ 1966                  |
| 8.                           | 27.10.1965                   | Bruksela, Belgia             | Belgia                       | 0:5                          | 0                            | el. MŚ 1966                  |
| 9.                           | 27.11.1965                   | Ramat Gan, Izrael            | Izrael                       | 2:1                          | 0                            | el. MŚ 1966                  |
| 1968                         |                              |                              |                              |                              |                              |                              |
| 10.                          | 10.04.1968                   | Stara Zagora, Bułgaria       | NRD                          | 4:1                          | 0                            | kwal. IO 1968                |
| 11.                          | 24.04.1968                   | Lipsk, NRD                   | NRD                          | 2:3                          | 0                            | kwal. IO 1968                |
| 12.                          | 02.10.1968                   | León, Meksyk                 | Ghana                        | 10:0                         | 1                            | towarzyski                   |
| 13.                          | 14.10.1968                   | León, Meksyk                 | Tajlandia                    | 7:0                          | 0                            | IO 1968                      |
| 14.                          | 20.10.1968                   | León, Meksyk                 | Izrael                       | 1:1                          | 0                            | IO 1968                      |
| 15.                          | 23.10.1968                   | Guadalajara, Meksyk          | Meksyk                       | 3:2                          | 0                            | IO 1968                      |
| 16.                          | 26.10.1968                   | Meksyk, Meksyk               | Węgry                        | 1:4                          | 0                            | IO 1968                      |